# Chung Tiantempel
Chung Tiantempel is een Chan-boeddhistische tempel aan de Underwood Road 1034 in Priestdale in de Australische staat Queensland. De tempel maakt deel uit van de Fo Guang Shan boeddhistische kloosterorde. De bouw van de tempel begon in januari 1991 en werd geopend in juni 1993.
De Chung Tiantempel werd door meester Hsing Yun gesticht. Hij is ook de stichter van Fo Guang Shan.